# O!RUL8,2?
Pour la compilation commercialisée au Japon, voir 2 Cool 4 Skool / O!RUL8,2?.
Albums de BTS
2 Cool 4 Skool
(2013) Skool Luv Affair
(2014)
Singles
1. N.O
Sortie : 11 septembre 2013
2. 진격의 방탄 (Attack On Bangtan)
Sortie : 11 septembre 2013

O!RUL8,2? est le premier mini-album du boys band sud-coréen BTS. Il est sorti le 11 septembre 2013 comme deuxième partie de leur « School Trilogy » faisant suite à leur album single 2 Cool 4 Skool. L'album se compose de dix pistes, avec N.O comme chanson-titre. Le groupe a plus tard fait la promotion de The Rise of Bangtan, un autre morceau de l'album. En 2013, le mini-album se classait à la 55e place des classements de fin d'année du Gaon.

## Vidéoclip
Le vidéoclip pour la chanson principale, N.O (acronyme de no offense), est sorti le 10 septembre, la veille de la sortie de l'album. On y voit les membres habillés en uniformes, se rebellant contre leur professeur, dans une salle de classe aux allures dystopiques,. La danse a été chorégraphiée par Son Sungdeuk et le clip a été réalisé par Zanybros.

## Performance commerciale et promotion
L'album a débuté à la 4e place du Gaon Album Chart lors de la deuxième semaine de septembre 2013 et a vendu plus de 50 000 copies à compter de 2015.

## Liste des pistes
| 1.    | Intro: O!RUL8,2?                                     | Pdogg, RM                                          | Pdogg              | 1:11 |
| 2.    | N.O                                                  | Pdogg, "Hitman" Bang, RM, Suga, Supreme Boi        | Pdogg              | 3:30 |
| 3.    | We On                                                | Pdogg, RM, Suga, J-Hope                            | Pdogg              | 3:51 |
| 4.    | Skit: R U Happy Now?                                 |                                                    | Pdogg              | 2:28 |
| 5.    | If I Ruled The World                                 | Pdogg, RM, Suga, J-Hope                            | Pdogg              | 4:07 |
| 6.    | Coffee                                               | Urban Zakapa, Pdogg, Slow Rabbit, RM, Suga, J-Hope | Pdogg, Slow Rabbit | 4:20 |
| 7.    | BTS Cypher Pt.1                                      | Supreme Boi, RM, Suga, J-Hope                      | Supreme Boi        | 2:11 |
| 8.    | 진격의 방탄 (Jingyeogui Bangtan / Attack On Bangtan) | Pdogg, RM, Suga, J-Hope, Supreme Boi               | Pdogg              | 4:07 |
| 9.    | 팔도강산 (Paldogangsan / Satoori Rap)                | Pdogg, RM, Suga, J-Hope                            | Pdogg              | 3:25 |
| 10.   | Outro: Luv In Skool                                  | Slow Rabbit, Pdogg                                 | Slow Rabbit, Pdogg | 1:26 |
| 30:16 |                                                      |                                                    |                    |      |

## Classements

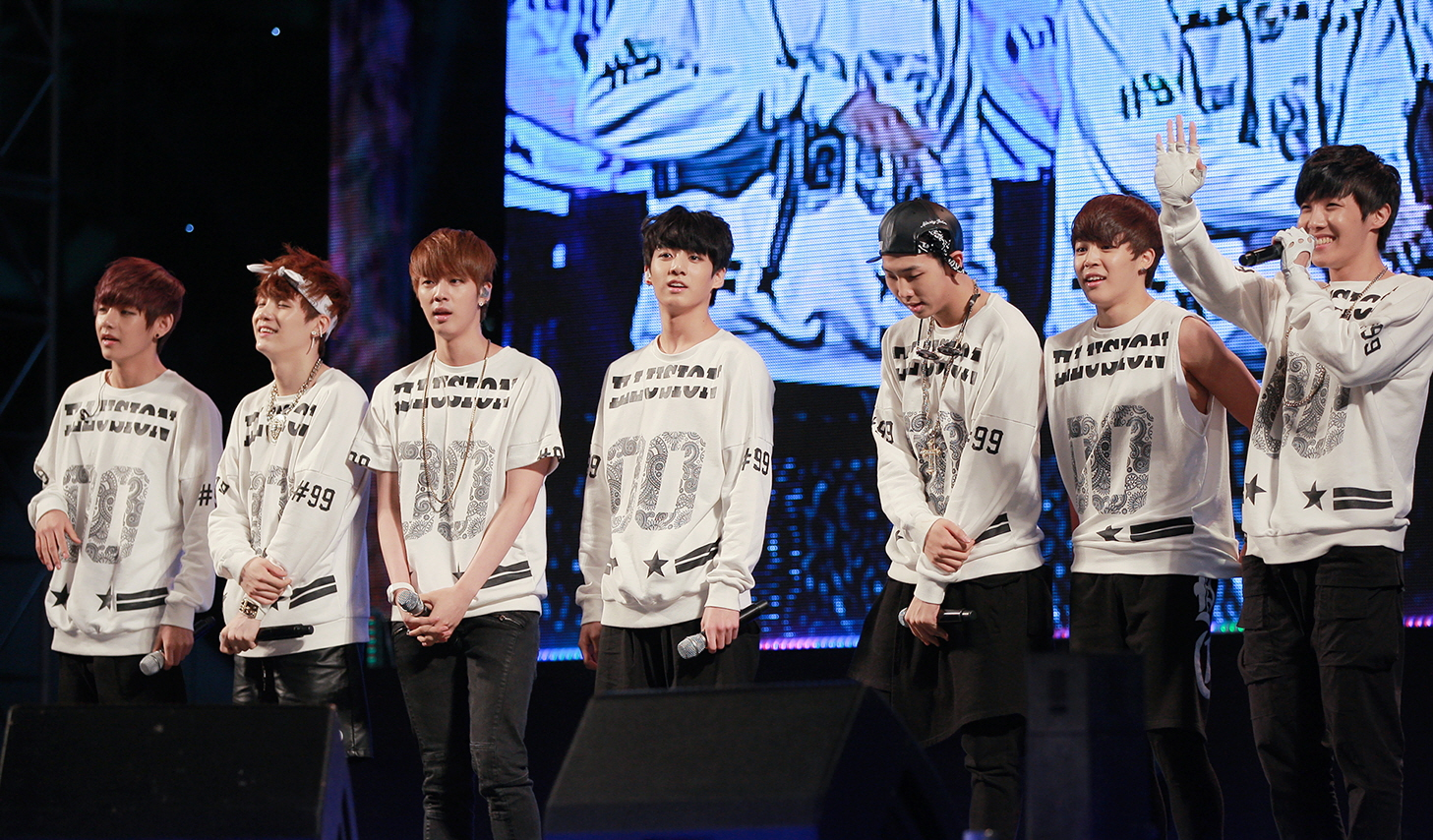
Bangtan Boys en octobre 2013

### Album
| Pays                            | Année | Classement   | Meilleure position |
| ------------------------------- | ----- | ------------ | ------------------ |
| Corée du Sud (Gaon Music Chart) | 2013  | Hebdomadaire | 4                  |
| Corée du Sud (Gaon Music Chart) | 2013  | Mensuel      | 11                 |
| Corée du Sud (Gaon Music Chart) | 2013  | Annuel       | 55                 |
| Corée du Sud (Gaon Music Chart) | 2014  | Annuel       | 92                 |
| Corée du Sud (Gaon Music Chart) | 2015  | Annuel       | 87                 |

### Ventes et certifications
| Pays              | Ventes  |
| ----------------- | ------- |
| Corée du Sud Gaon | 246 049 |

## Historique de sortie
| Pays         | Date              | Format             | Label                                     |
| ------------ | ----------------- | ------------------ | ----------------------------------------- |
| Corée du Sud | 11 septembre 2013 | CD, téléchargement | Big Hit Entertainment, LOEN Entertainment |
| Mondial      | 11 septembre 2013 | Téléchargement     | Big Hit Entertainment, LOEN Entertainment |